# Pteromeris perplana
Pteromeris perplana is een tweekleppigensoort uit de familie van de Carditidae. De wetenschappelijke naam van de soort is voor het eerst geldig gepubliceerd in 1841 door Conrad.